# Стамбульський університет імені Сабахаттіна Заіма
Стамбульський університет ім. Сабахаттіна Заіма ( IZU ) - міжнародний дослідницький університет. Штаб-квартира розташована в Стамбулі .

## Загальні відомості
Університет названий на честь відомого турецького вченого Сабахаттіна Заіма, який був досить різнобічно розвиненим, мав юридичну та економічну освіту, працював у різних університетах Туреччини та деяких балканських країнах. Вважається, що професор Заім зробив гігантський внесок у турецьку науку. Крім наукової діяльності, він був одним із засновників Фонду Поширення Знань, зробив вагомий внесок у турецьке машинобудування.
Університет представляє широкий спектр навчальних програм від інженерної справи до правознавства та гуманітарних дисциплін. Окремо існують програми з ісламських наук, які включають ісламську економіку та фінанси, ісламське право, а також історію цивілізацій із позицій ісламських вчених та соціологів. 
На 2021 рік в університеті навчається близько 11 000 студентів. Університет включає 36 програм бакалаврату, 57 програм магістратури та 20 програм докторантури.
Головна будівля університету розташована у стамбульському районі Ейюп.
В університеті є два кампуси. Головний кампус знаходиться в районі Халкали, другий кампус факультету ісламських наук знаходиться у кварталі Алтунізаді м. Стамбул.
Головний кампус університету збудовано на ділянці площею 6 000 м 2, яка була успадкована від Сільськогосподарського коледжу, заснованого за часів Османської Імперії в 1892 році. Головний будинок цього навчального закладу зберігся.
Цей коледж закінчив турецький поет і автор гімну Туреччини Мехмет Акіф Ерсой . На честь нього названо залу в університетському містечку.
Останніми роками свого життя в цьому університеті викладав засновник сучасної ісламської психології Малік Бадрі .

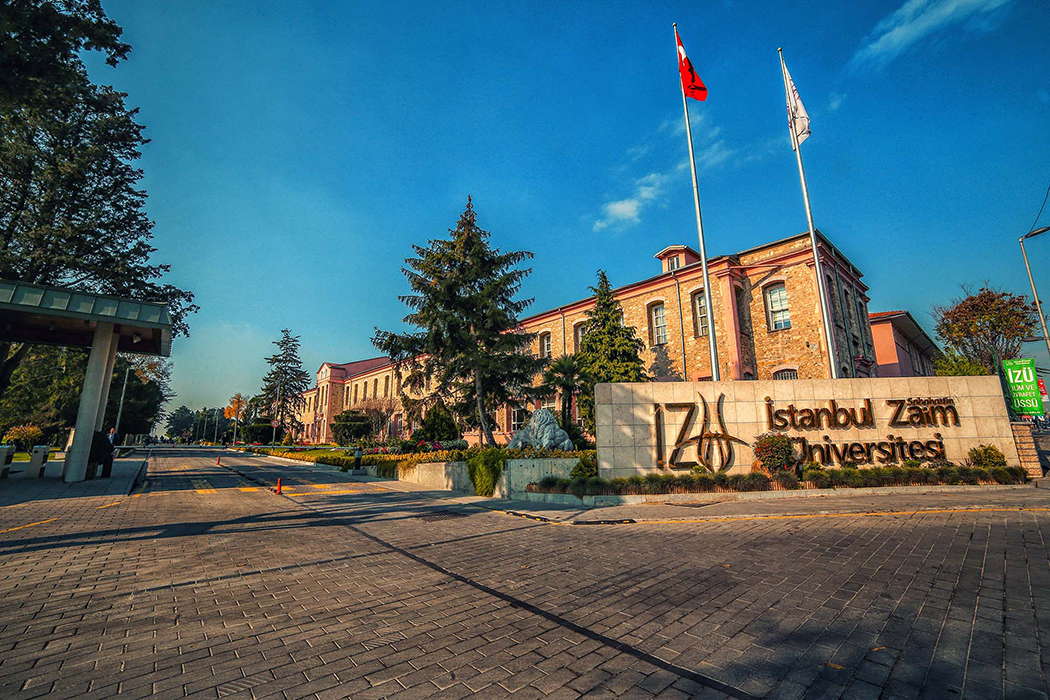
Вхід до основного кампусу університету в кварталі Халкали м. Стамбул.

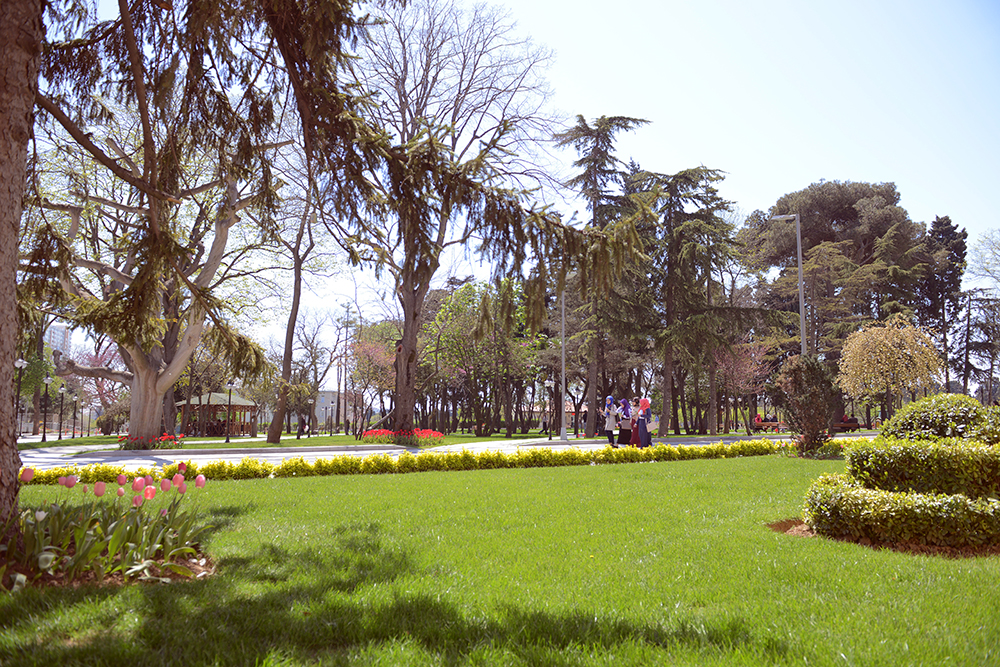
Сад всередині кампуса ІЗУ.

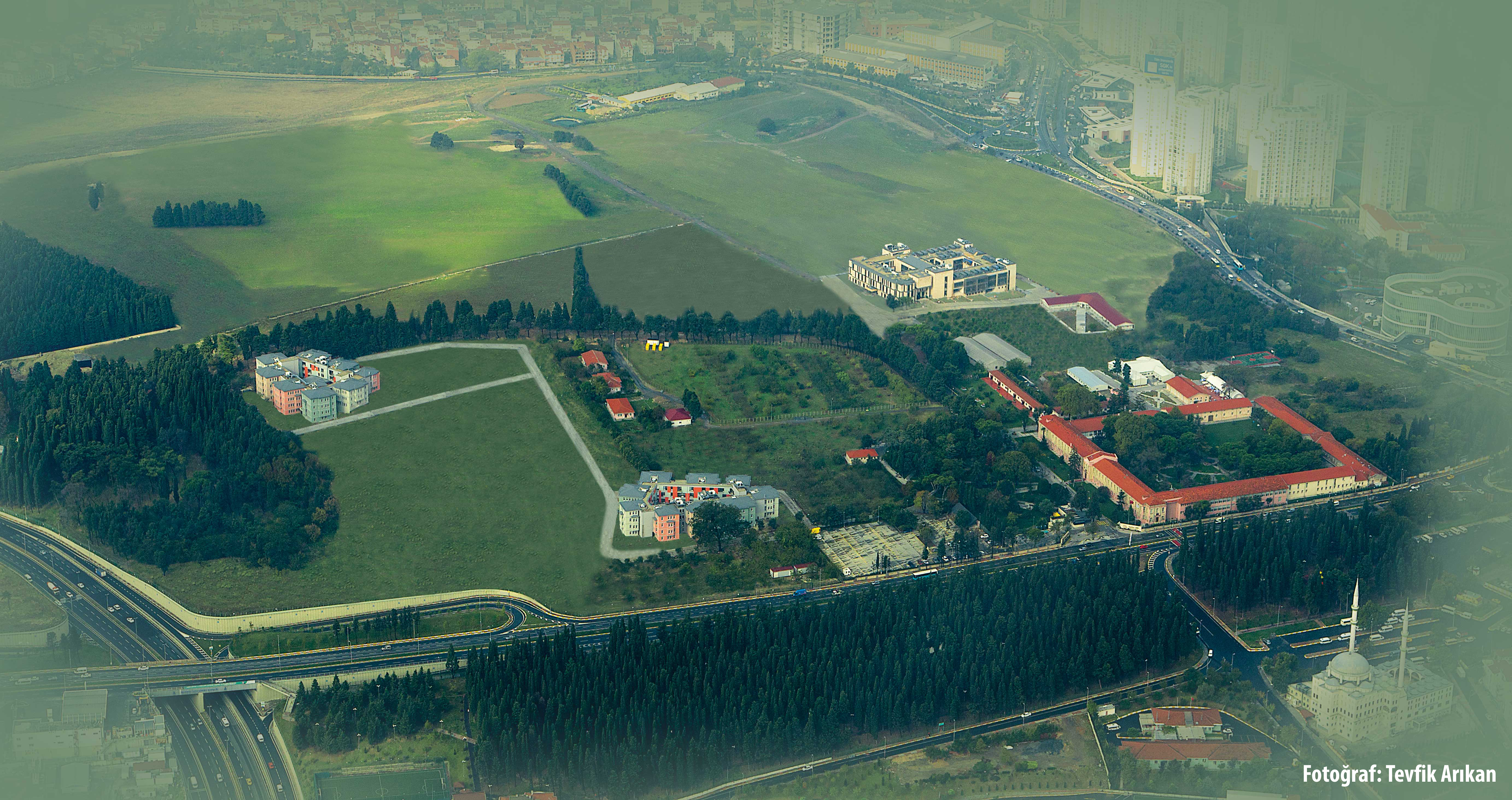
Кампус ІЗУ зверху у 2014 році.

## Академічні підрозділи

### Факультети[3]
- Факультет освіти
  - Вчитель англійської
  - Дошкільне навчання
  - Викладання спеціальної освіти
  - Супровід та психологічне консультування
  - турецький вчитель
  - Викладання елементарної математики
  - Класний викладач
  - Викладання арабської мови (30% арабської мови)
- Юридичний факультет
  - Право
- Факультет гуманітарних та соціальних наук
  - Психологія (турецька)
  - Психологія (англійська)
  - Політологія та міжнародні відносини (англійська)
  - Соціологія (30% англійська)
  - Історія
  - Турецька мова та література
- Факультет ісламських наук
  - Ісламські науки (30% арабська)
  - Ісламські науки (100 % арабська)
- Факультет бізнесу та управління
  - Бізнес (30% англійська)
  - Економіка (30% англійська)
  - Ісламська економіка та фінанси
  - Ісламська економіка та фінанси (англійська)
  - Міжнародна торгівля та фінанси
  - Міжнародна торгівля та фінанси (англійська)
- Факультет інженерії та природничих наук
  - Комп'ютерна інженерія
  - Промислова інженерія (30% англійська)
  - Харчова інженерія (30% англійська)
  - Архітектура інтер'єру та дизайн навколишнього середовища
  - Архітектура
  - Електротехніка та електроніка (30 % англійська)
  - Програмна інженерія (30% англійська)
  - Молекулярна біологія та генетика (30 % англійська)
- Факультет медичних наук
  - Догляд
  - Соціальна служба
  - Харчування та дієтологія
  - Управління охороною здоров'я
- Факультет спортивних наук
  - Навчання фізичній культурі та спорту
- Медичний факультет [4]
  - Лікарський засіб

### Інститути[5]
- Вища школа освіти

### Коледжі[6]
- Школа іноземних мов

### Координатор іноземних мов[7]
- Англійський підготовчий відділення
- Арабське підготовче відділення
- Турецький підготовчий відділення